# 普魯普魯尼山
17°18′33″S 69°54′53″W / 17.30917°S 69.91472°W
普魯普魯尼山（西班牙語：Purupuruni），是秘魯的山峰，位於該國南部塔克納大區，由塔拉塔省的蒂卡科區負責管轄，屬於安地斯山脈的一部分，海拔高度5,100米。